# Desarrollo local
El desarrollo local se basa en la identificación y aprovechamiento de los recursos y potencialidades endógenas de una comunidad, barrio o ciudad.
Se consideran potencialidades endógenas de cada territorio los factores económicos y no económicos, entre estos últimos cabe recordar: los recursos sociales, culturales, históricos, institucionales, paisajísticos, etc. Todos estos factores son también decisivos en el proceso de desarrollo económico local.

## Definición
En esta perspectiva, se podrá definir el desarrollo económico local como el proceso de transformación de la economía y de la sociedad local, orientado a superar las dificultades y retos existentes, que busca mejorar las condiciones de vida de su población mediante una acción decidida y concertada entre los diferentes agentes socioeconómicos locales, públicos y privados, para el aprovechamiento más eficiente y sustentable de los recursos endógenos existentes, mediante el fomento de las capacidades de emprendimiento empresarial local y la creación de un entorno innovador en el territorio. En este enfoque también se considera la importancia del capital social y los enlaces de cooperación con agentes externos para capturar recursos humanos, técnicos y monetarios, entre otros, que contribuyan a la estrategia local de desarrollo (Pike et al. 2006). Actividad que motoriza el bienestar de las personas y en los ingreso de su población. Si bien, en cuanto a desarrollo local existe la tendencia a pensar que se debe enfocar de lo global a lo local, otras corrientes sugieren que "hay que pensar en lo local -el espacio sentido Archivado el 20 de agosto de 2018 en Wayback Machine.- y actuar en global".

## Ejemplos
Existen tanto instituciones internacionales (Fundación Dag Hammarskjöld, FLACSO-Sede Académica Guatemala y Costa Rica, el Centro para el Desarrollo Local de la OCDE) como de carácter nacional en diferentes países del mundo abocadas a mejorar las condiciones de vida de los espacios locales mediante este enfoque del desarrollo. Entre algunos autores cuyo trabajo influye en este enfoque del desarrollo se encuentra Manfred Max-Neef. Sus textos "La economía descalza" y "Desarrollo a Escala Humana" son un buen ejemplo de ello.